# The Sugarhill Gang
La Sugarhill Gang è uno storico gruppo hip hop statunitense, celebre per il brano del 1979 Rapper's Delight, il primo pezzo Rap a giungere nella Top 40 delle classifiche statunitensi.
Il gruppo era in origine costituito da Wonder Mike (Micheal Wright), Big Bank Hank (Henry Jackson) e Master Gee (Guy O'Brien).

## Storia
Il trio, proveniente da Englewood, New Jersey, viene messo sotto contratto dalla produttrice discografica Sylvia Robinson, fondatrice dell'etichetta Sugar Hill Records (Sugar Hill era il nome della zona di Harlem, New York dove aveva sede la casa discografica). Stando ai fatti documentati riguardo all'origine della band, l'idea di formare un gruppo musicale che potesse cavalcare l'onda dell'entusiasmo che in quel momento la nascente scena Rap stava sempre più suscitando verso il pubblico, partì da Joey Robinson Jr., figlio di Joey e Sylvia titolari della Sugar Hill Records, il quale notò Henry "Big Bank Hank" Jackson nella pizzeria Cristy Crust di Englewood (nella quale aveva trovato lavoro), che cantava versi Rap sia mentre preparava sia quando serviva le pizze. Poco dopo la Robinson, residente anche lei nel New Jersey dove in quel periodo stava cercando nuovi talenti da lanciare nelle nuove tendenze musicali (come appunto il Rap) dell'epoca, invitò Henry Jackson ad una audizione che, secondo quanto confermato anche da Guy "Master Gee" O'Brien e Micheal "Wonder Mike" Wright, sembra sia stata fatta direttamente dentro nella pizzeria; successivamente anche Guy O'Brien, all'era uno studente delle scuole superiori già influenzato dagli ambienti underground del proto-Rap che si stavano diffondendo nella vicina New York che aveva cominciato ad esibirsi come deejay per racimolare qualche soldo, fu sottoposto ad audizione dalla Robinson (sembra dentro la sua automobile); infine fu il turno di Micheal Wright (le cui capacità artistiche furono anch'esse verificate dalla Robinson dentro la macchina di costei); non sapendo chi scegliere fra i tre, ed avendo comunque riconosciuto le qualità artistiche sia di Jackson sia di O'Brien che di Wright, decise di porre sotto contratto della Sugar Hill Records tutti i tre aspiranti rapper. Il gruppo sotto la sua supervisione registrò Rapper's Delight, canzone la cui base musicale era in pratica una cover del brano Good Times degli Chic, sul cui tema e sottofondo sonoro la Sugarhill Gang cantava i versi e le strofe (il Rap delle origini si basava esclusivamente su campionamenti da parte dei deejay di brani Soul, Funk e Rhythm & Blues già esistenti i cui testi ed i suoni venivano rielaborati dai rappers e dagli MCs in una nuova versione). Il fatto che la loro canzone fosse stata praticamente copiata da un'altra band in un disco che stava oltretutto avendo enorme risonanza in tutte le charts internazionali, senza alcun riconoscimento da parte della casa discografica né degli artisti che eseguivano il brano, fece infuriare Nile Rodgers e Bernard Edwards degli Chic, i quali rivendicavano la paternità di Rapper's Delight, inizialmente intestata alla Sugarhill Gang e alla Robinson; fu solo dopo che i due membri della band citarono in giudizio la Sugarhill Gang e la Sugar Hill Records e vinsero la causa da loro intentata contro di essi vedendo approvate le loro ragioni, Rodgers ed Edwards furono riconosciuti ed accreditati come autori originali del brano. A dispetto di ogni controversia sul copyright della canzone, Rapper's Delight fu un successo che vendette più di 8 milioni di copie nel mondo, raggiungendo la posizione #4 delle classifiche dei singoli soul più venduti negli Stati Uniti, e la posizione #36 dei 100 singoli più venduti della classifica Billboard. Si dice però che il disco non fu volutamente fatto certificare platino per volontà stessa della Sugar Hill Records, in quanto ciò avrebbe comportato il controllo da parte della RIAA (Record Industry Association of America) dei registri pubblici della casa discografica, cosa a cui i Robinson erano contrari.
Nel 1980 esce il loro omonimo primo LP, The Sugarhill Gang. L'album, grazie alla presenza della hit Rapper's Delight, e di altri brani di notevole caratura come Sugarhill Groove, Rapper's Reprise e  Bad News (Don't Bother Me), riesce a raggiungere la posizione #32 nelle classifiche R&B della Billboard. Da notare che nel disco (a differenza del Rap tradizionale della vecchia scuola dove quasi tutti i brani venivano realizzati dai deejay che campionavano al giradischi altri pezzi) la Sugarhill Gang si limita solamente a cantare, poiché tutta la struttura musicale delle canzoni è affidata alla band musicale personale della Sugar Hill Records di Joey e Sylvia Robinson (talent scout e manager del gruppo).
Nel 1981 esce il loro secondo LP 8th Wonder, disco che non raggiunge la notorietà del primo album ma che grazie alla presenza di brani come 8th Wonder, On The Money, Apache e Showdown (brano dove partecipano anche Grandmaster Flash and The Furios Five, anch'essi sotto contratto della Sugar Hill Records) arriva alla posizione #15 dei dischi più venduti della classifica R&B/Hip Hop della Billboard. Nel 1983 esce Rappin' Down Town, un album formato per metà da brani inediti (quali Winner Is, Space Race e Girl's) e per l'altra metà da brani estratti da singoli precedentemente usciti (The Lover In You, The Word Is Out e Kick It Live From 9 To 5).

### L'abbandono di Master Gee e le dispute legali
All'inizio del 1984 Guy "Master Gee" O'Brien lascia la Sugarhill Gang a causa di divergenze professionali e contrattuali con la Sugar Hill Records. Al suo posto, i Robinson inseriscono come nuovo membro Kory-O (vero nome Kory Ward), con il quale nello stesso anno i due rimanenti membri originali Wonder Mike e Big Bank Hank pubblicano il loro terzo album Living In The Fast Lane. Il disco, in cui si denotano fortemente presenze di batterie e suoni elettronici legati all'esplosione della breakdance che stava avvenendo in quei tempi, non riesce ad avere la notorietà delle opere precedenti ed è l'ultimo della fase iniziale del gruppo. Nel 1985 Master Gee pubblica il singolo Do It, suo unico disco da solista.  Successivamente, il posto di Guy O'Brien nella Sugarhill Gang viene preso da Joey Robinson Jr., figlio di Joey e Silvia, il quale avoca a sé il nome di Master Gee, e con il quale Wonder Mike e Big Bank Hank pubblicano nel 1999 l'album Jump On It!, un disco Rap per bambini che è il primo pubblicato dalla band in 15 anni. In seguito, nel 2005 Wonder Mike lascia la Sugar Hill Records, Guy O'Brien rientra nella band e Big Bank Hank lascia il gruppo, sostituito da Hendogg (vero nome Henry Williams); poco dopo la Sugar Hill Records toglie alla band il copyright di poter usare Sugarhill Gang come nome del gruppo, il quale é costretto a ribattezzarsi Rapper's Delight, mentre l'altro membro originale Big Bank Hank insieme a Joey Robinson Jr. ed altri tre membri (il produttore David Gunthorpe, Warren Moore e Derek Smalls) forma una sorta di band parallela chiamata The Original Sugarhill Gang. Nel 2009 Wonder Mike, Master Gee e Hendogg pubblicano, in collaborazione con il deejay Bob Sinclair, il singolo LaLa Song, accreditandosi come Sugarhill Gang nonostante la revoca d'uso imposto dalla Sugar Hill Records, brano che ottiene un buon successo. La revoca della possibilità di adoperare il nome originale della band porterà ad una battaglia legale tra Guy "Master Gee" O'Brien, Micheal "Wonder Mike" Wright ed i Robinson per i diritti di uso dei propri nomi artistici. Il caso verrà in seguito pubblicamente denunciato da O'Brien e Wright in un documentario uscito nel 2013 dal titolo I Want My Name Back. Frattanto, nel 2011 nel New Jersey scompare Sylvia Robinson, a causa di una malattia legata a scompensi cardiaci. Infine nel 2014, O'Brien e Wright riescono a raggiungere un accordo con la Sugar Hill Records che permette loro di poter riutilizzare i loro originali nomi professionali. L'11 novembre dello stesso anno, Michael “Wonder Mike” Wright e Guy “Master Gee” O'Brien comunicano al sito TMZ che Hank Jackson, ovvero Big Bank Hank, è morto, a New York, all'età di 57 anni, a causa di un tumore.

### Big Bank Hank e l'attribuzione delle rime di Rapper's Delight
Per diversi anni vi è stato un conflitto di attribuzione tra Grandmaster Caz (vero nome Curtis Fisher, ma noto anche come Curtis Brown) dei Cold Crush Brothers e la Sugarhill Gang riguardo ai crediti discografici di Rapper's Delight. Grandmaster Caz infatti, ha sempre rivendicato il fatto che i versi cantati da Big Bank Hank (che verso la fine degli anni settanta era diventato manager dei Mighty Force MCs, crew personale di Grandmaster Caz, conosciuto all'epoca come Casanova Fly, ossia uno dei tanti rapper underground del Bronx aspiranti a diventare interpreti di prim'ordine del nuovo genere musicale che stava esplodendo in quel periodo) nella canzone furono scritti da lui (ed effettivamente a sostegno delle tesi di Caz vi è il fatto che in una strofa di Rapper's Delight Big Bank si autodefinisce come C-A-S-A-N-O-V-A F-L-Y). Grandmaster Caz sostiene infatti che durante il periodo di management del suo gruppo, Henry "Big Bank" Jackson, che per mantenersi e fornire a Caz l'equipaggiamento strumentale necessario per lo svolgimento delle sue attività di rapper era andato a lavorare nella pizzeria di Englewood dove cantando versi Rap mentre preparava e serviva le pizze fu notato da Joey Robinson Jr., la cui segnalazione a sua madre Sylvia diede origine alla Sugarhill Gang, non avesse mai cantato strofe scritte da lui personalmente, ma tutte ricopiate da quelle che "Casanova Fly", lo pseudonimo di Fisher all'epoca, aveva personalmente composto per lo sviluppo della sua carriera di rapper e deejay dell'Old school hip hop, e quindi anche l'enorme successo di Rapper's Delight era, a suo dire, da attribuire in parte anche a lui; ed altresì Grandmaster Caz fa notare il fatto che né Big Bank Hank né il resto della band lo abbiano mai accreditato come tra gli autori della canzone (che comunque è rimasta attribuita a Bernard Edwards e Nile Rodgers degli Chic, della cui canzone Good Times il brano della Sugarhill Gang è campionato, dopo essere stato in verità inizialmente accreditato a Sylvia Robinson, Henry Jackson, Micheal Wright Guy O'Brien, e solamente dopo le azioni legali da parte di Edwards e Rodgers nei confronti della band e della Sugar Hill Records per violazione del copyright, nelle successive edizioni pubblicate sul mercato discografico i crediti della canzone furono attribuiti ai membri degli Chic). Big Bank Hank si rifiutò sempre di replicare alle accuse, fino a che, nel documentario del 2004 sulla storia del Rap And You Don't Stop: 30 Years Of Hip Hop, fece una dichiarazione affermando di non avere personalmente nulla contro Caz, e che molte delle opere artistiche successivamente espresse da egli nel prosieguo della sua carriera erano state generate negli anni di collaborazione tra lui e Grandmaster Caz; quindi secondo Big Bank Hank quella di Grandmaster Caz era da ritenersi come una sorta d'invidia nei suoi confronti perché egli non era riuscito a raggiungere il livello di celebrità che invece Big Bank era riuscito a raggiungere con la Sugarhill Gang ed in particolare attraverso il brano Rapper's Delight di cui Caz rivendicava la paternità.

## Curiosità
La Sugarhill Gang fa una breve apparizione nel telefilm statunitense Scrubs, dove si esibiscono con Rapper's Delight.

## Discografia

### Album in studio
| Anno | Titolo                                                                                  | Posizione più alta | Posizione più alta | Posizione più alta |
| Anno | Titolo                                                                                  | US                 | US R&B             |                    |
| ---- | --------------------------------------------------------------------------------------- | ------------------ | ------------------ | ------------------ |
| 1980 | Sugarhill Gang - Data di pubblicazione: 7 febbraio 1980 - Etichetta: Sugar Hill Records | –                  | 32                 |                    |
| 1981 | 8th Wonder - Data di pubblicazione: 1981 - Etichetta: Sugar Hill Records                | 50                 | 15                 |                    |
| 1983 | Rappin' Down Town - Data di pubblicazione: 1983 - Etichetta: Sugar Hill Records         | –                  | –                  |                    |
| 1984 | Livin' in the Fast Lane - Data di pubblicazione: 1984 - Etichetta: Sugar Hill Records   | –                  | –                  |                    |
| 1999 | Jump on It! - Data di pubblicazione: 16 aprile 1999 - Etichetta: Rhino Entertainment    | –                  | –                  |                    |

### Raccolte
- 1984 - Sugarhill Gang Greatest Hits
- 1996 - Rapper's Delight: The Best of Sugarhill Gang
- 1998 - Ain't Nothin' but a Party
- 1999 - Back to the Old School 2 - Rapper's Delights
- 2000 - Sugarhill Gang, The* Vs. Grandmaster Flash - The Greatest Hits
- 2004 - The Greatest Hits of Sugarhill Gang (2004 Tour)
- 2005 - The Story of Sugarhill Records
- 2008 - Hip Hop Anniversary Europe Tour: Sugarhill Gang Live
- 2010 - Rhythm & Rhymes: The Definitive Collection

### Singoli
- 1979 - Rapper's Delight
- 1980 - Rapper's Reprise (Jam Jam)
- 1980 - Hot Hot Hot Summer Day
- 1981 - Apache
- 1983 - Kick It Live From 9 To 5/The Lover In You
- 1985 - Work, Work The Body
- 2009 - LaLa Song (feat. Bob Sinclar)